# 阿諾德廣場 (亞利桑那州)
阿諾德廣場（英語：Arnold Place）是位於美國亞利桑那州亞瓦派縣的一個非建制地區。該地的面積和人口皆未知。

## 地理
阿諾德廣場的座標為34°27′12″N 111°55′06″W / 34.45333°N 111.91833°W，而該地的平均海拔高度為1569米（即5148英尺）。